# Сретенский, Иван Матвеевич

Сретенский И.М. с женой Брониславой Степановной и дочерью Валентиной.

Иван Матвеевич Сретенский (до 1893 года Дьяволов; рус. дореф. Іоаннъ Матѳіеъ Срѣтенскій; 5 [17] августа 1870, Усть-Зула, Пермская губерния — август 1926, Пермь, Уральская область) — русский полицейский, коллежский асессор.

## Биография
Иоанн Дьяволов родился 5 (17) августа 1870 года в селе Усть-Зула Усть-Зулинской волости Чердынского уезда Пермской губернии, ныне село входит в Юрлинский муниципальный округ Коми-Пермяцкого округа Пермского края До 1893 года носил фамилию Дьяволов, которую с разрешения российского императора сменил на Сретенский.
Занимал ответственные должности в полиции Пермской губернии, начав свою карьеру с должности столоначальника Пермского полицейского управления. В 1894 году временно исполнял обязанности пристава II-го стана Пермского уезда, потом был назначен секретарём Пермского полицейского управления и получил первый гражданский чин коллежского регистратора.
По состоянию на 1904 год И. М. Сретенский был секретарём Пермского уездного полицейского управления.
В 1906 году был назначен приставом III-го стана Красноуфимского уезда и произведён в чин губернского секретаря.
В 1909 году был переведён становым приставом в Верхотурский уезд, а затем в село Нижний Тагил того же уезда на должность полицейского пристава, произведён в чин коллежского секретаря.
С марта 1912 по сентябрь 1914 года занимал должность полицейского пристава завода Мотовилиха, организовал подавление первомайской стачки в 1914 году. В том же году по специальному поручению был командирован с отрядом для подавления Лысьвенского восстания, произведён в чин титулярного советника.
В сентябре 1914 года переведён на должность уездного исправника в Шадринский уезд.
В 1915 году из Шадринского уезда был переведен на должность Пермского уездного исправника, произведён в чин коллежского асессора.
В августе 1917 года Сретенский был арестован по доносу за хранение двух револьверов, но вскоре был отпущен. Далее, в связи с Октябрьской революцией, началась миграция его семьи по всей России. С началом Гражданской войны, в марте 1918 года, Сретенские выехали из Перми в Оханский уезд, в апреле 1919 года вернулись в Пермь, но спустя два месяца выехали в Екатеринбург. Втянувшись в водоворот войны, вместе с отступающими беженцами, находились в Иркутске и Чите. Сам Иван Матвеевич некоторое время служил в походном штабе генерала Григория Михайловича Семёнова.
В начале января 1921 года семья прибыла во Владивосток, где Сретенский поступил на службу в местную полицию, но с приходом в октябре 1922 года к власти большевиков, был уволен со службы. В 1922 году от перенесённых бедствий умерла его жена. В 1923—1924 годах он служил переписчиком в 24-й пехотной Владивостокской имени III Коминтерна школе командного состава. Его дочь училась на педагогическом факультете Владивостокского университета и одновременно работала в приёмном покое школы комсостава аптекарской ученицей.
Во второй половине 1924 года И. М. Сретенский переехал в Киев и поступил на службу в 5-ю Объединённую школу красных офицеров каптенармусом.
В 1925 году был арестован и в отношении него было открыто дело по обвинению в службе в старой полиции и в полиции Белой армии во Владивостоке. Следствие велось в течение года и дело было передано в Пермь. 29 декабря 1925 года И. М. Сретенский прибыл с этапом в Пермь. Его делом занялся старший следовать Пермской сессии Уральского областного суда тов. Наговицына.
С 29 по 31 июля 1926 года состоялся суд в городе Перми Пермского округа Уральской области, ныне город — административный центр Пермского края. Иван Матвеевич Сретенский был признан виновным по статье 67 УК РСФСР и приговорён к расстрелу.
Не реабилитирован.

## Награды
- Орден Святой Анны III степени, 1912 год
- Орден Святого Станислава III степени, 1910 год
- Медаль «В память царствования императора Александра III», 1896 год
- Медаль «В память 300-летия царствования дома Романовых», 1913 год
- Медаль «За труды по отличному выполнению всеобщей мобилизации 1914», 1916 год
- Благодарность от Председателя Совета министров Российской империи П. Столыпина, 1909 год, за энергичную, разумную и достойную похвалы деятельность.

## Семья
- Жена Бронислава Степановна (1878—1922, урожд. Кучевская), мещанка из города Мариинска Томской губернии. Обвенчались 5 (17) февраля 1899 года[4].
  - Дочь Валентина.